# Funtirín

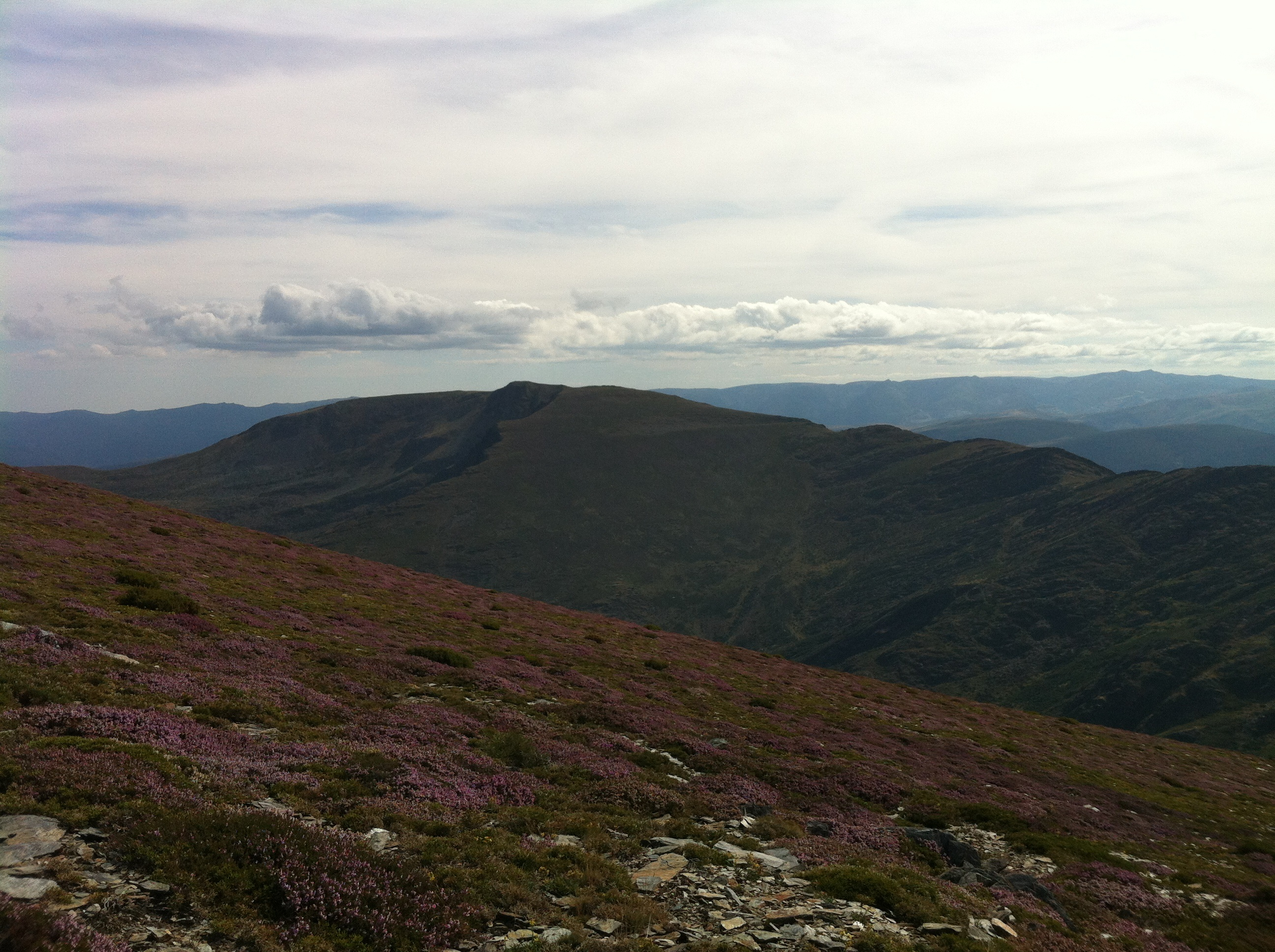
Cara norte del Funtirín desde Cabeza de la Yegua.

El pico Funtirín, también denominado Fonteirín en cabreirés, así como La Utre, Noceda, Noceo o Berdiaínas del Sur, es una montaña de los Montes de León. Pertenece al término municipal de Castrillo de Cabrera situado en la comarca natural de La Cabrera, en el suroeste de la provincia de León. Encuadrada en el Sur de los Montes Aquilianos o Aquilanos, representa con 2123 m s. n. m. la segunda máxima altitud de este sistema montañoso tras Cabeza de la Yegua (2142 m s. n. m.). En las faldas de su vertiente Sur se sitúan los pueblos de Odollo, Castrillo de Cabrera y Noceda de Cabrera, mientras que a sus pies, en la profunda fractura de la cara norte, se halla el valle de Caprada o río Cabo, cuyo nacimiento está en la ladera Este de la Cabeza de la Yegua.
- Datos: Q16568480